# Pinkerton (detektivní agentura)
Pinkerton, založen jako Pinkerton National Detective Agency, je soukromá bezpečnostní služba založená v roce 1850 ve Spojených státech amerických detektivem a agentem skotského původu, Allanem Pinkertonem. Pinkertoni se proslavili v roce 1861, když se jim povedlo úspěšně zmařit pokus o atentát na Abrahama Lincolna během jeho cesty na inauguraci. Ten si později, během Americké občanské války, Pinkertony najal jako svou osobní ochranku. Agenti Pinkertonů prováděli širší škálu úkolů, od osobní ochrany po soukromou "armádu". Pinkertoni byli největší soukromou bezpečnostní službou. Začátkem 90. let 19. století pro ně pracovalo více agentů než pro americkou armádu.[zdroj?]